# Брзенк, Джон
Джон Ричард Брзенк (родился 15 июля 1964 года) — профессиональный армрестлер.
Стал чемпионом мира в 18 лет (в весовой категории 82 кг среди юниоров).
Работает авиамехаником.
Стал чемпионом турнира Over the Top в 1986 году, финансируемом компанией Warner Brothers, и послужил прототипом героя одноимённой киноленты, при участии Сильвестра Сталлоне (Линкольн Хоук — гл. герой) в главной роли. Призом являлся как раз грузовик Volvo Semi Truck, как это и было преподнесено в кинофильме Over the Top, который Джон Брзенк впоследствии продал и приобрёл себе Chevrolet Corvette, о котором так мечтал.
Джон Брзенк, чемпион мира по профессиональной версии PAL, активно участвует и в профессиональных поединках — армфайтах, устраиваемых Игорем Мазуренко и PAL. В 2004 году он победил Тараса Ивакина со счетом 4-2, в 2005 — Алексея Семеренко со счетом 5-1, в 2006 — Андрея Пушкаря со счетом 6-0, в 2007 — Иона Онческу (5-1), а также вновь одолел Тараса Ивакина, опять-таки со счетом 4-2. В 2008 году проиграл 0-6 Девону Ларрату, в 2009 выиграл 5-1 у Дениса Цыпленкова, в 2010 проиграл Арсену Лилиеву 2-3.
Чемпион турнира Nemiroff World Cup Zloty Tur, проводимый федерацией PAL в Польше, 2006, 2007, 2008, 2009 годах в весовых категориях 95 кг и абсолютной весовой категории. В 2010 году выступал в категории свыше 95 кг, где стал 3-м, уступив лишь таким атлетам, как Денис Цыпленков (Россия) и Андрей Пушкарь (Украина). 
В июле 2014 года Джон принял участие в престижном турнире "А1 Russian Open", который проводится в Москве. Он стал снова третьим на правой руке в абсолютной весовой категории, уступив лишь двум своим постоянным соперникам последних лет - российскому спортсмену Денису Цыпленкову и украинцу Андрею Пушкарю.
Этот результат можно считать фантастическим, так как на момент проведения турнира Брзенку было 50 лет.
А уже в августе того же года он стал абсолютным чемпионом американского турнира "WAL" на левой и правой руке.
В 2022 году Международным турнире по армрестлингу который проходил в Турции Джон Ричард Брзенк проиграл Кыдыргали Онгарбаев (The Surprise)

## Антропометрические данные
- Бицепс: 43 см
- Предплечье: 41 см
- Вес: 103 кг
- Рост: 185 см